# Großpolnische Seenplatte
Die Großpolnische Seenplatte (polnisch Pojezierze Wielkopolskie) liegt im Zentrum Polens. Die Region liegt im Nordosten der Woiwodschaft Großpolen und im Westen der Woiwodschaft Kujawien-Pommern. Sie grenzt im Norden und Osten an das Weichseltal sowie im Süden und Westen an das Warthetal. Die Netze hat ihren Ursprung in der Großpolnischen Seenplatte. Westlich von dem Gebiet liegt die Stadt Posen, östlich Ślesin und Kruszwica.
Auf dem Gebiet der Großpolnischen Seenplatte siedelten Menschen bereits in der Bronzezeit, wovon die rekonstruierte Siedlung Biskupin, eine der größten Museumssiedlungen dieser Art, zeugt. Hier wird auch im 9. Jahrhundert der Ausgangspunkt der polnischen Geschichte gesetzt, als in Kruszwica am Gopło (Goplosee) Popiel von Piast gestürzt und Herrscher der Polanen wurde. In Ostrów Lednicki im See Lednica befand sich die erste steinerne Burg und Kirche Polens. Die erste polnische Hauptstadt Gnesen befindet sich ebenfalls in der Großpolnischen Seenplatte. Zahlreiche (vor)romanische Bauten sind verstreut auf ihr zu finden. In Licheń Stary befindet sich die Basilika der Muttergottes von Licheń, die größte Kirche Polens.
Die Großpolnische Seenplatte ist von der Eiszeit durch hunderte Seen und Moränenhügel geprägt und eignet sich ideal zum Wassersport. Viele große Seen (z. B. der Goplosee) sind mit der Netze verbunden, so dass den Kanuten und Seglern sich praktisch ein viele Kilometer großes Netz an Wasserwegen auftut.
Der Name Großpolen geht auf den lateinischen Begriff Polonia Maius zurück, der im Gegensatz zum Begriff Polonia Minus (Kleinpolen um Krakau) das Gebiet um Posen beschreibt.